# Luci Cassi Longí (magistrat)
Luci Cassi Longí (en llatí Lucius Cassius Longinus) va ser un magistrat romà d'ascendència desconeguda. L'esmenta Ciceró com un dels jutges de Cluenci (Cluentius). Formava part de la gens Càssia i era de la família dels Cassi Longí.
Va exercir algunes magistratures fins que va aspirar al consolat a les eleccions del 64 aC que va guanyar Ciceró. Poc després va entrar en la conspiració de Catilina i va ser un dels que va parlar amb els ambaixador al·lòbroges, però no els va donar cap document escrit com van fer d'altres. Va abandonar Roma abans que els ambaixadors i així es va escapar de la sort dels seus companys. Va ser condemnat a mort en absència, però no se sap si va arribar a ser capturat i executat.